# 埃塞基耶尔·帕拉西奥斯 (排球运动员)
埃塞基耶尔·帕拉西奥斯（西班牙語：Ezequiel Palacios，1992年10月2日—），阿根廷男子排球运动员。他曾代表阿根廷参加2016年和2020年夏季奥林匹克运动会排球比赛，其中2020年奥运会获得一枚铜牌。